# Patara cyanea
Patara cyanea är en insektsart som beskrevs av Ronald Gordon Fennah 1952. Patara cyanea ingår i släktet Patara och familjen Derbidae. Inga underarter finns listade i Catalogue of Life.